# Biedaszki (gmina)
Biedaszki (początkowo Wielki Dwór) – dawna gmina wiejska istniejąca w latach 1946–1954 w woj. olsztyńskim (dzisiejsze woj. warmińsko-mazurskie). Nazwa gminy pochodzi od wsi Biedaszki (początkowo Wielki Dwór), lecz siedzibą władz gminy było miasto Kętrzyn (odrębna gmina miejska).
Gmina Wielki Dwór powstała po II wojnie światowej na terenie tzw. Ziem Odzyskanych. 28 czerwca 1946 roku jako jednostka administracyjna powiatu kętrzyńskiego gmina weszła w skład nowo utworzonego woj. olsztyńskiego. Po krótkim czasie nazwę gminy zmieniono na Biedaszki. Według stanu z 1 lipca 1952 roku gmina była podzielona na 8 gromad: Biedaszki, Filipówka, Gromki, Jeżewo, Linkowo, Muławki, Poganowo i Wajsznory.
Gmina została zniesiona 29 września 1954 roku wraz z reformą wprowadzającą gromady w miejsce gmin. Jednostki nie przywrócono 1 stycznia 1973 roku po reaktywowaniu gmin.